# Perdita melanogastra
Perdita melanogastra är en biart som beskrevs av Timberlake 1964. Perdita melanogastra ingår i släktet Perdita och familjen grävbin. Inga underarter finns listade i Catalogue of Life.